# Zheng Guixia
Zheng Guixia (chinesisch 郑 桂霞, Pinyin Zhèng Guìxiá; * 24. Juni 1973) ist eine ehemalige chinesische Langstreckenläuferin.
1995, 1997, 1999 und 2001 wurde sie nationale Meisterin im Marathon, 1999 außerdem im 10.000-Meter-Lauf.
1992 wurde sie chinesische Vizemeisterin im Marathon und Dritte beim Peking-Marathon. 1995 und 1996 wurde sie Zweite in Peking. 1997 gewann sie die Vorläuferveranstaltung des Hong Kong Marathons und den Halbmarathon der Ostasienspiele. Im Jahr darauf holte sie bei den Asienspielen in Bangkok Silber über 10.000 m.
1999 siegte sie beim Hongkong-Marathon und belegte bei den Leichtathletik-Weltmeisterschaften in Sevilla den 17. Platz. In der darauffolgenden Saison wurde sie Zweite beim Yamaguchi-Halbmarathon und Vierte beim Sapporo-Halbmarathon. 2001 wurde sie erneut Zweite in Yamaguchi und Siebte beim Peking-Marathon, 2003 Vierte in Yamaguchi.

## Persönliche Bestzeiten
- 5000 m: 15:26,32 min, 2. Mai 1999, Jinan
- 10.000 m: 31:56,47 min, 29. September 2001, Kanazawa
- Halbmarathon: 1:08:58 h, 11. März 2001, Yamaguchi
- Marathon: 2:25:56 h, 14. Oktober 2001, Peking